# Jordbävningen i Ambato 1949
Jordbävningen i Ambato 1949 (spanska: Terremoto de Ambato de 1949) var den största jordbävningen på Västra halvklotet på över fem år. Den 5 augusti 1949 slog den till mot Tungurahuaprovinsen, sydost om provinshuvudstaden Ambato i Ecuador, och dödade 5 050 personer. Den uppmättes till magnituden 6.8 på Richterskalan, med hypocentrum  40 kilometer (25 engelska mil) under jordytan. De närliggande byarna Guano, Patate, Pelileo, och Píllaro förstördes, och staden Ambato drabbades svårt. Jordbävningen raserade hela byggnader, och orsakade jordskred över hela Tungurahuaprovinsen, Chimborazoprovinsen, och Cotopaxiprovinsen. Den förstörde vattenledningar och kommunikationer och öppnade en spricka i vilken den lilla staden Libertad sjönk. Skakningar kändes ända bort i Quito och Guayaquil.

### Fotnoter
1. 1 2  ”Today in Earthquake History: August 5”. United States Geological Survey. 18 december 2009. http://earthquake.usgs.gov/learn/today/index.php?month=8&day=5&submit=View+Date. Läst 5 augusti 2010.